# Cyathea lathamii
Cyathea lathamii är en ormbunkeart som beskrevs av Holtt. Cyathea lathamii ingår i släktet Cyathea och familjen Cyatheaceae. Inga underarter finns listade.